# Stadtbefestigung Königshofen

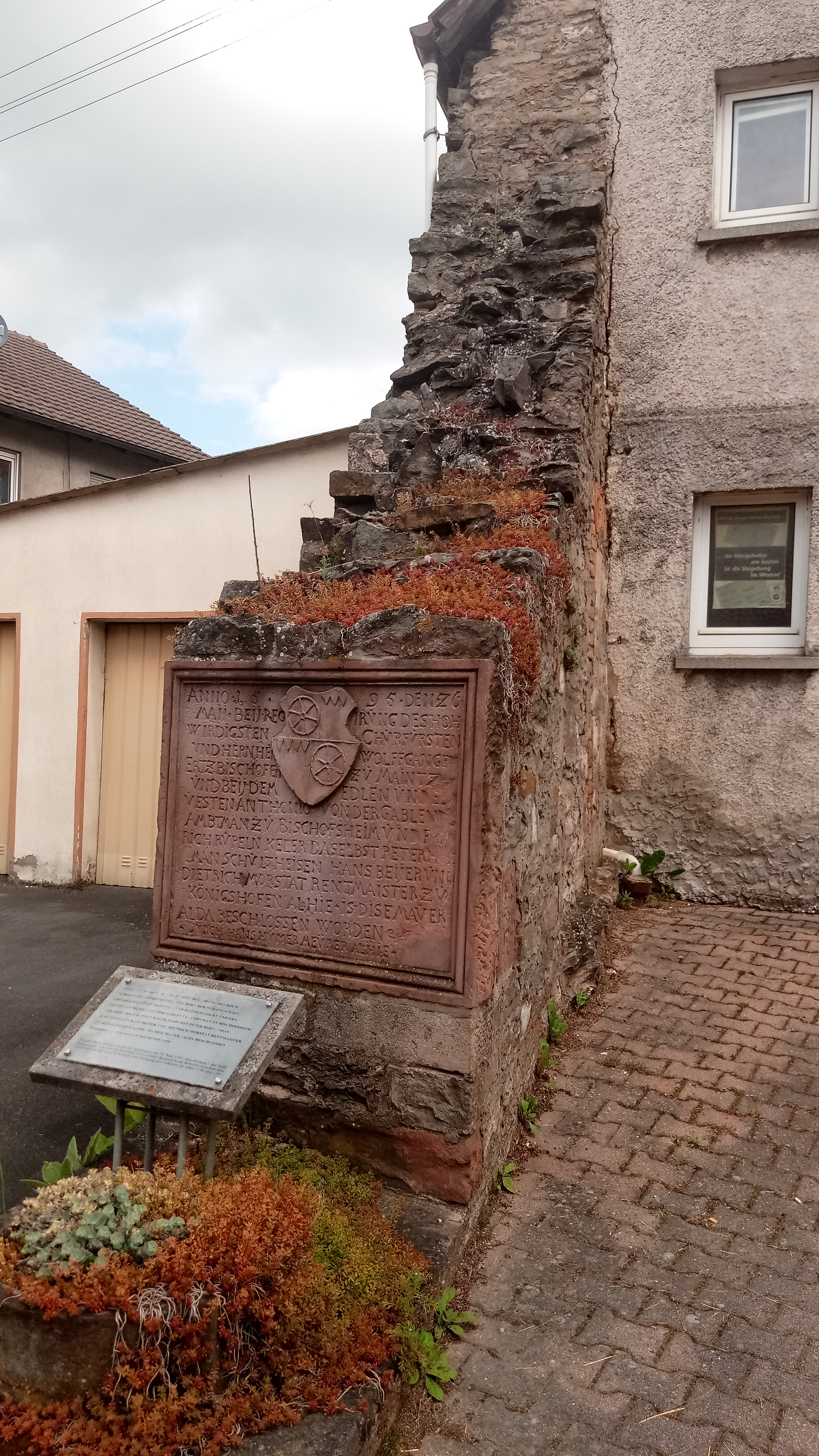
Stadtmauerreste mit Infotafel in Königshofen

Die Stadtbefestigung Königshofen, früher auch Ortsbefestigung Königshofen, bezeichnet die ehemaligen Befestigungswerke der Stadt Königshofen der Doppelstadt Lauda-Königshofen im Main-Tauber-Kreis in Baden-Württemberg. Heute sind noch Reste der frühneuzeitlichen Mauerbefestigung erhalten.

## Geschichte
Die Ummauerung Königshofens wurde wohl im Jahre 1595 vollendet. Die Anlage ist somit ein Zeugnis für eine frühneuzeitliche Ortsbefestigung. Der Ort Königshofen wurde bereits im Jahre 823 urkundlich bezeugt und war zunächst ein Markt, seit dem 18. Jahrhundert eine Stadt.

## Bauten und Verlauf

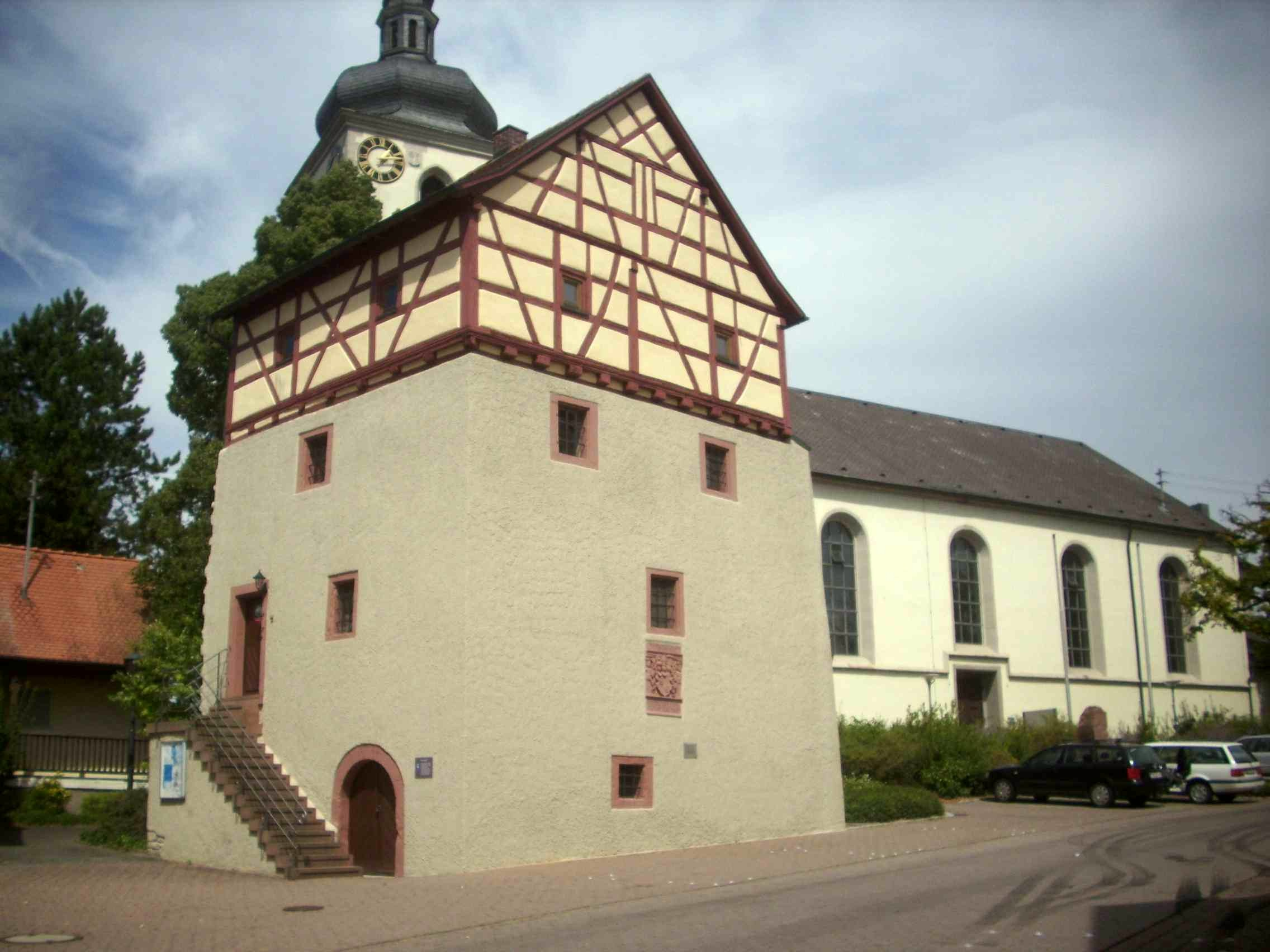
Reste der Kirchhof- bzw. Stadtmauer

Die ehemaligen Befestigungsanlagen befanden sich um den alten Ortskern von Königshofen am unteren Ende des rechten Talhanges der Tauber. Auf der östlichen Seite der Oberen Mauerstraße ist die Befestigung noch auf ganzer Länge erhalten (unter anderem die Böschung des ehemaligen Ortsgrabens, zum Teil allerdings verbaut). Von der verlaufenden Mauer selbst existieren auf der Seite der geraden Hausnummern keine Spuren mehr.
Die Mauer verlief zwischen Oberer Mauerstraße und Turmbergstraße zum abgegangenen Tor an der Hauptstraße und von dort hinunter bis in die Flussniederung der Tauber. Im Bereich der Unteren Mauerstraße ist die Buntsandstein-Mauer, abgesehen von einem kurzen Stück unterhalb der nördlich gelegenen Hauptstraße, in ganzer Länge erhalten. Ebenso erhalten ist die tauberseitige Erdaufschüttung am Mauerfuß.
Das Obere Tor zwischen der Hauptstraße 34 und 25a ist abgegangen. Von der Hauptstraße 25a bis zur nordwestlichen Ecke des Kirchhofs verläuft eine noch gut erhaltene Befestigung. Ab dem Kirchhof entsprach die abgegangene Kirchhofmauer zugleich der Stadtmauer.
Die noch bestehenden Überreste der mittelalterlichen Ortsbefestigung stehen heute unter Denkmalschutz.